# Clara Porges
Clara Porges, geborene Clara Sommer (* 17. September 1879 in Berlin; † 17. Mai 1963 in Samedan) war eine deutsche Malerin der Moderne, die ab 1918 in der Schweiz lebte.

## Leben
Clara Sommer stammte aus einem Berliner Adelsgeschlecht. Sie besuchte von 1896 bis 1898 die Städtische Kunstschule in Berlin unter Max Liebermann. Von 1898 bis 1900 besuchte sie die von Conrad Fehr gegründete Akademie Fehr in Berlin. Einer ihrer Lehrer war dort Walter Leistikow, der die Berliner Künstlergruppe Vereinigung der XI gründete. Ab 1901 unternahm sie erste Studienreisen nach Österreich und Italien. In dieser Zeit lernte sie in Wien den Natur- und Marinemaler Paul Kutscha kennen. 1905 heiratete sie den österreichischen Violinisten Friedrich Wilhelm Porges. Ab 1905 folgten Aufenthalte in Heidelberg und München. In Irschenhausen bei München baute das Ehepaar 1910 ein Mal- und Musikatelier im Hollerhaus auf. Angeregt durch den Briefwechsel von Friedrich Nietzsche mit dem deutschen Schriftsteller und Komponisten Heinrich Köselitz, kam sie 1911 zum ersten Mal nach Sils-Maria und war von der Landschaft am Silsersee außerordentlich beeindruckt. 1918 zog das Ehepaar nach Sils-Maria. Eine Vielzahl von Porges Darstellungen der Landschaften sind im Engadin und im Bergell. Die Zeit im Engadin führte zu Werken, die noch heute in einigen Gebäuden im Engadin hängen, beispielsweise im historischen Hotel Waldhaus in Sils. Nach ihrem Tod geriet ihr Werk außerhalb des Engadins weitgehend in Vergessenheit. Die Wiederentdeckung erfolgte 2011 durch den Kunstsammler René Brogli, der sie bei Bromer Kunst in Roggwil ab 2013 in mehreren Ausstellungen würdigte. Diese Ausstellungen zeigten das Potential der Malerin in einem Überblick über ihr gesamtes Schaffen. Dazu erschien die erste Monografie über die Künstlerin von Sergio Michels. Seither erzielen Porges’ Werke in internationalen Kunstauktionen hohe Erlöse. So wurde 2014 ein Ölbild vom Silsersee beim Auktionshaus Christie’s für mehr als 80.000 US-Dollar versteigert.
1932 starb ihr Mann. Oft besuchte sie danach das Tessin, wo sie sich im Kunstsalon der Villa Margherita in Bosco Luganese engagierte. Besonders die Stimmungen am Silsersee und am Luganersee wurden von ihr immer wieder gemalt.

## Werk
Clara Porges war neben der in Ascona lebenden Marianne von Werefkin eine der bedeutenden in der Schweiz lebenden Malerinnen ihrer Zeit. Es war damals für eine kunstschaffende Frau schwierig, anerkannt zu werden. Ferdinand Hodler und auch Giovanni Segantini schätzten die Werke von Frauen prinzipiell nicht. Berühmtheit erlangte Hodlers Zitat Mir wei känner Wiiber, nachdem die weiblichen Mitglieder der GSMBA (Gesellschaft Schweizer Maler, Bildhauer und Architekten) die gleichen Rechte für Ausstellungen forderten. Die Tatsache, dass Porges eine Frau war, verbaute ihr zu Lebzeiten eine Karriere. Die GSMBA erlaubte erst ab 1972 die Aktivmitgliedschaft von Frauen.
In den 1920er Jahren schuf Clara Porges hauptsächlich von Ferdinand Hodler beeinflusste Werke. Hodlers expressive Darstellungen des Silsersees sind in Blau und Gelb gehalten. Die atmosphärische Wirkung des Lichts und der expressive Einsatz der Farbkontraste im Himmel, bei den Bergen oder in den Seespiegelungen sind bei Clara Porges dagegen übersteigert. Damit sind ihre Bilder quasi das weibliche Pendant zu den eher kantigen Bildern ihrer männlichen Kollegen. Sie verwendete reine Farben, Ultramarinblau oder Cobaltblau. Schwarz fehlt weitgehend in der Palette. Die Gegenüberstellung von reinen Farben und ihren Verdünnungen mit Wasser führt zu atmosphärischen Lichteffekten in den Landschaftsbildern. Porges hat auch Porträts und Stadtansichten sowie allegorische Motive gemalt. Bis zu ihrem Tod 1963 ist sie bei der gegenständlichen Malerei geblieben.

## Ausstellungen
Von 1912 bis 1946 waren Clara Porges’ Bilder in zahlreichen Ausstellungen in ganz Europa zu sehen. 1912 war sie im Glaspalast (München) vertreten. Das Kunsthaus Zürich zeigte 1922 Bilder von Clara Porges, zusammen mit Schweizer Malern wie Fanny Brügger, Ernst Geiger, Ernst Hodel junior, Adolf Dietrich, Otto Gampert oder Johannes Itten. 1928 waren ihre Bilder in der Kunsthalle Bern ausgestellt. 